# Bicicleta chopper

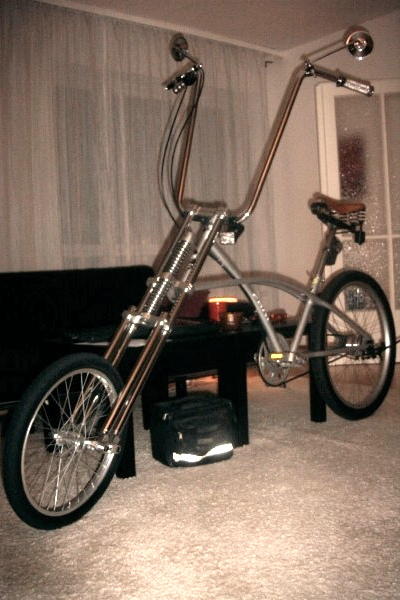
Una bicicleta chopper.

Una bicicleta chopper es una bicicleta altamente personalizada cuyo diseño, construcción y estilo es similar al de una motocicleta estilo chopper.

## Información

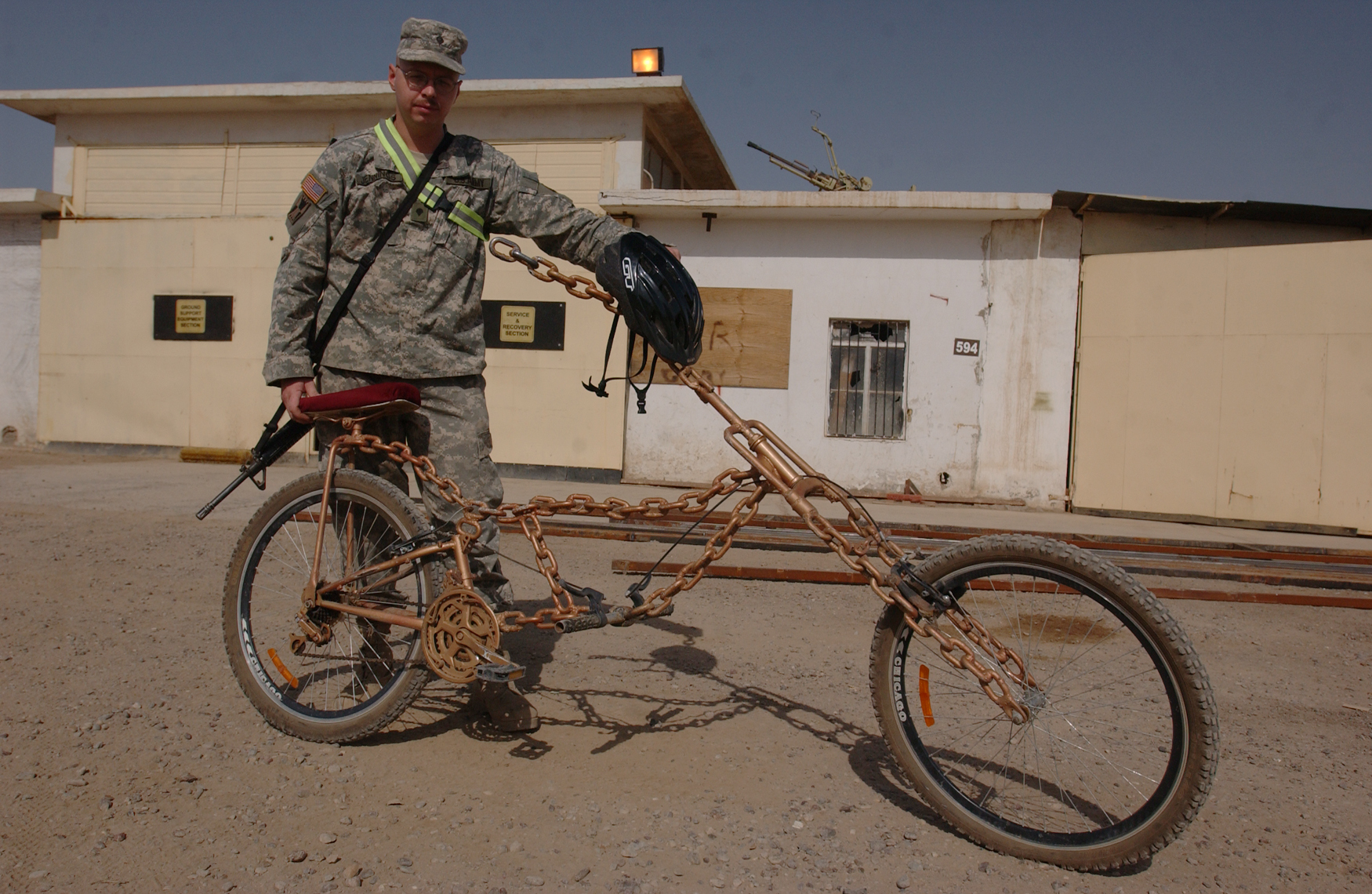
Una bicicleta chopper hecha a medida.

Si bien el término «chopper» se utiliza generalmente para describir una motocicleta o bicicleta a la que se le han reemplazado algunas de sus piezas originales por piezas personalizadas, la definición actual ha crecido hasta incluir motocicletas y bicicletas personalizadas que están cerca del suelo, generalmente con horquillas extendidas que crean una larga parte delantera. Incluso aunque los intereses comerciales están captando la popularidad de las motos chopper e imiten sus estéticas, la mayoría de los usuarios de las chopper las construyen a mano y animan a otros a fabricar los suyos propios. Podría decirse que una chopper solo es chopper si está fabricada a mano, y todo aquello que sea comprado no es chopper, sino una motocicleta comprada mediante una transacción comercial.
Hay varios grupos y clubes ciclistas en todo el mundo que cuentan con bicis chopper, como SCUL y Chunk 666. Estos animan a todos los ciclistas chopper a unirse a ellos en paseos que celebren diferentes eventos y días festivos.

## Modelos similares
En el mercado hubo muchas variantes de bicicletas, que buscaban mejorar a la anterior y superarse en prestaciones u otros ámbitos. Dependiendo del fabricante buscaba unos objetivos u otros, uno de los más claros y estrechamente relacionado es la bicicleta para caballitos que también recibió el nombre de chopper en sus inicios, aunque luego ese nombre quedó relegado a referirse únicamente a este tipo de bicicletas artesanales similares a las motocicletas homónimas.
En la actualidad, incluso la propia marca Harley-Davidson ha fabricado una bicicleta eléctrica estilo chopper para abarcar a ese público que puede permitirse modelos de tal exclusividad.